# Marka församling
Marka församling var en församling i Skara stift och i Falköpings kommun. Församlingen uppgick 2010 i Mössebergs församling.  

## Administrativ historik
Församlingen har medeltida ursprung. 
Församlingen var till senast 1998 annexförsamling i pastoratet Gökhem, Marka och Sörby som från 1962 även omfattade Vilske-Kleva och Ullene församlingar. Åtminstone från 1998 till 2010 ingick församlingen i Falköpings pastorat. Församlingen uppgick 2010 i Mössebergs församling.

## Kyrkor
- Marka kyrka